# Galanga

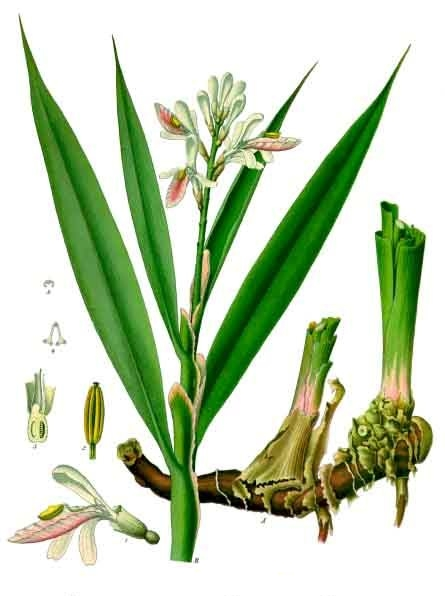
Galanga (Alpinia officinarum)

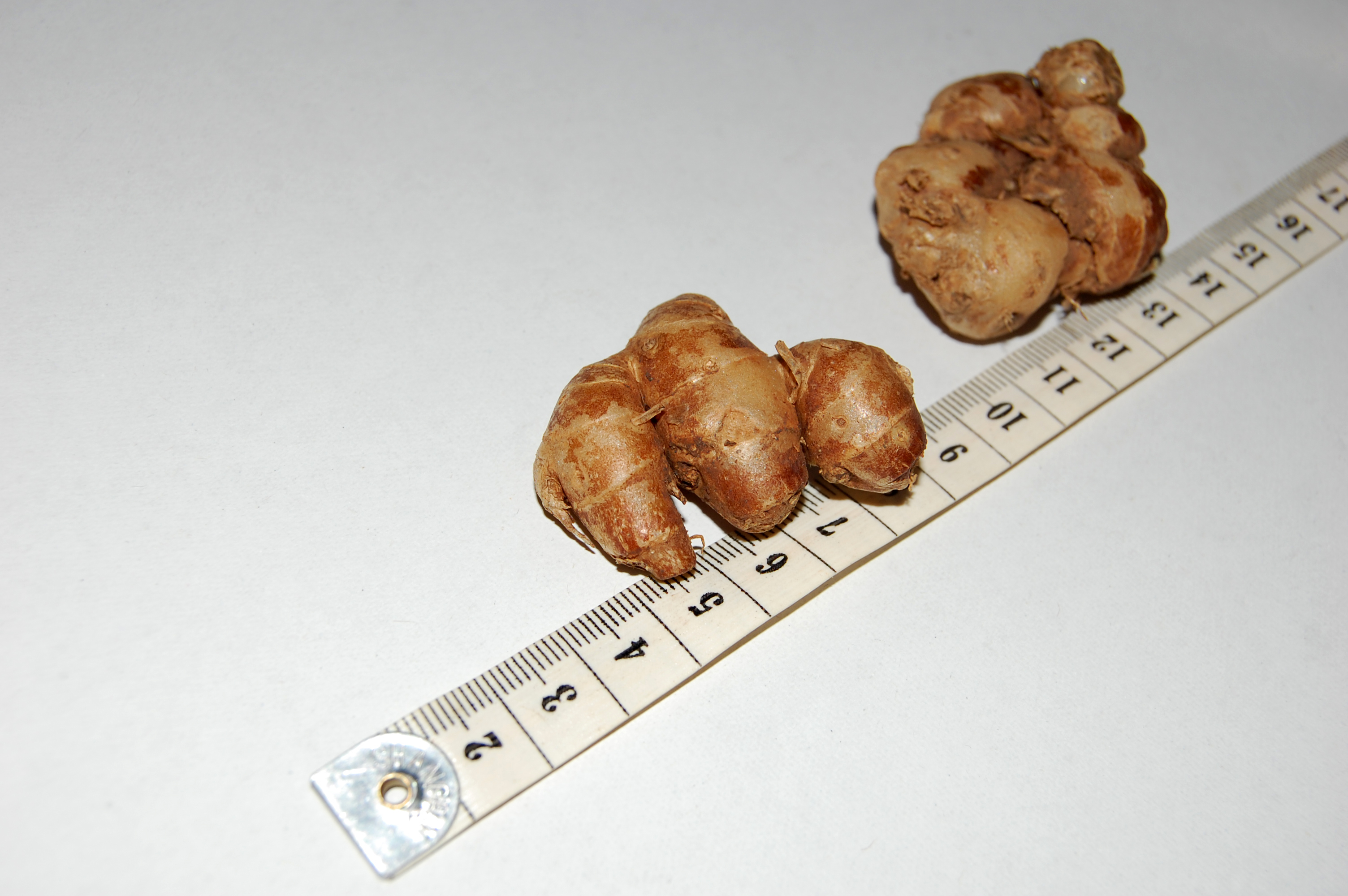
Kaempferia galanga rhizom

Galanga eller galigo och också galgo är en rhizom i familjen Ingefärsväxter som används inom matlagning och medicin. Galangarot används som smaksättare i mat och i traditionell medicin. Roten erhålls från den på ön Hainan i Kina ursprungligen hemmahörande arten Alpinia officinarum. Galangarot är också benämning på den substans som erhålls från de sönderskurna rotstockarna av Rhizoma galangae som i torkat tillstånd är skrovliga med en mörkt rödbrun färg, medan de inuti är ljusare rödbruna.
Substansen galangarot innehåller ca 1 % flyktig olja, galangantolja, 20 % stärkelse samt galangin, galangol m.fl. ämnen. Den har en starkt stickande och kryddartad smak samt, då den pulveriseras, en aromatisk doft orsakad av den flyktiga oljan.

## Förekomst
Galangaroten växer främst i öppna områden i Indonesien, södra Kina, Taiwan, Kambodja och Indien, men odlas också över hela Sydostasien

## Användning
Galangaroten används bland annat som smakförbättrande medel i vissa mediciner samt vid likörtillverkning.
Ämnet har använts inom kinesisk medicin som ett avkok eller pulver för behandling av matsmältningsbesvär, förkylningar, bröst- och buksmärtor, huvudvärk och tandvärk. Dess alkoholhaltiga maceration har också använts som liniment för reumatism.
Det har visat sig att extraktet också kan orsaka en minskning av motorisk aktivitet, och en minskning av andningsfrekvens.
En närstående art, Alpinia galanga, har också en rotstock som fått användning, bland annat vid förfalskning av den äkta galangaroten, samt i Ostasien som syltad ingefära.